# كيم غرين
َكيم غرين (مواليد 1955) هي عالمة فيروسات أمريكية وهي رئيسة قسم الفيروسات في مختبر الأمراض المعدية في المعهد الوطني للحساسية والأمراض المعدية . وهي تبحث عن الفيروسات القهقرية في أمراض الإنسان والوقاية منها واستراتيجيات المكافحة.

## التعليم
حصلت غرين على درجة الدكتوراه من مركز العلوم الصحية بجامعة تينيسي في قسم علم الأحياء الدقيقة والمناعة.  عنوان أطروحتها وصف مستضد فيروس الحصبة الألمانية. 

## المسار المهني والوظيفي
في عام 1986، انضمت غرين إلى مختبر الأمراض المعدية في المعهد الوطني للحساسية والأمراض المعدية . كيم غرين هي رئيسة قسم الغيروسات الكأسية. 
وهي عضو في الجمعية الأمريكية لعلم الفيروسات والجمعية الأمريكية لعلم الأحياء الدقيقة ومجموعة دراسة الفيروسات الكأسية التابعة لللجنة الدولية لتصنيف الفيروسات . 

### الأبحاث
ركز بحث غرين على دراسة الفيروسات المرتبطة بالتهاب المعدة والأمعاء. تناول برنامجها البحثي دور فيروسات النيرو في أمراض الإنسان، مع التركيز على تطوير استراتيجيات الوقاية والمكافحة. 

## روابط خارجية
- كيم غرين منشورات مفهرسة من قبل جوجل سكولار